# Ecoredipharm
Ecoredipharm Toamasina w skrócie Ecoredipharm – madagaskarski klub piłkarski z siedzibą w Toamasinie, występujący w niegdyś w pierwszej lidze madagaskarskiej.

## Sukcesy
- I liga[1]:
  - mistrzostwo (1):  2003.

- Superpuchar Madagaskaru[2]:
  - zwycięstwo (1):  2003.

## Występy w afrykańskich pucharach
| Sezon | Rozgrywki     | Runda   | Kraj    | Klub                | Dom | Wyjazd | Dwumecz |
| ----- | ------------- | ------- | ------- | ------------------- | --- | ------ | ------- |
| 2004  | Liga Mistrzów | wstępna | Seszele | St Michel United FC | 0–0 | 0–2    | 0–2     |

## Stadion
Domowe mecze klub rozgrywa na stadionie o nazwie Stade Municipal de Toamasina w Toamasinie, który może pomieścić 2500 widzów.